# Georges Mandjeck
Georges Constant Mandjeck (Douala, Camerún, 9 de diciembre de 1988) es un futbolista camerunés que juega de centrocampista en el Hapoel Ironi Kiryat Shmona de la Liga Leumit.

## Selección nacional
Ha sido internacional con la selección de fútbol de Camerún en 53 ocasiones en las que no ha anotado ningún gol.

### Participaciones en Copas del Mundo
| Mundial                        | Sede      | Resultado    |
| ------------------------------ | --------- | ------------ |
| Copa Mundial de Fútbol de 2010 | Sudáfrica | Primera fase |

### Participaciones internacionales
| Copa                           | Sede              | Resultado        |
| ------------------------------ | ----------------- | ---------------- |
| Copa Africana de Naciones 2010 | Angola            | Cuartos de final |
| Copa Africana de Naciones 2015 | Guinea Ecuatorial | Fase de grupos   |
| Copa Africana de Naciones 2017 | Gabón             | Campeón          |
| Copa Africana de Naciones 2019 | Egipto            | Octavos de final |

## Clubes
| Club                             | País            | Año       |
| -------------------------------- | --------------- | --------- |
| VfB Stuttgart                    | Alemania        | 2007-2010 |
| 1. F. C. Kaiserslautern (cedido) | Alemania        | 2008      |
| 1. F. C. Kaiserslautern (cedido) | Alemania        | 2009-2010 |
| Stade Rennais F. C.              | Francia         | 2010-2012 |
| A. J. Auxerre                    | Francia         | 2012-2013 |
| Kayseri Erciyesspor              | Turquía         | 2013-2015 |
| F. C. Metz                       | Francia         | 2015-2017 |
| A. C. Sparta Praga               | República Checa | 2017-2020 |
| F. C. Metz (cedido)              | Francia         | 2018      |
| Maccabi Haifa F. C. (cedido)     | Israel          | 2018-2019 |
| Waasland-Beveren                 | Bélgica         | 2020-2021 |
| Kocaelispor                      | Turquía         | 2021-2022 |
| Nea Salamis Famagusta            | Chipre          | 2022-2023 |
| Hapoel Ironi Kiryat Shmona       | Israel          | 2023-     |

## Palmarés

### Campeonatos nacionales
| Título                     | Club                    | País            | Año  |
| -------------------------- | ----------------------- | --------------- | ---- |
| 2. Bundesliga              | 1. F. C. Kaiserslautern | Alemania        | 2010 |
| Copa de la República Checa | A. C. Sparta Praga      | República Checa | 2020 |

### Campeonatos internacionales
| Título                  | Club (*)             | Sede  | Año  |
| ----------------------- | -------------------- | ----- | ---- |
| Copa África de Naciones | Selección de Camerún | Gabón | 2017 |

(*) Incluyendo la selección.